# Luca Zanforlin
Luca Zanforlin est un scénariste, présentateur de télévision italien né le 28 mars 1965 à Ferrare (Italie).

## Biographie
En 2001, il crée avec Chicco Sfondrin l'émission de télé-crochet italienne Amici di Maria De Filippi, adaptée de Star Academy et présentée par Maria De Filippi.

## Livres
- Ore 12 – avec Gerry Scotti
- Perdonami – avec Davide Mengacci
- Iva Show – avec Iva Zanicchi
- Una goccia nel mare – avec Mara Venier
- 30 ore per la vita – avec Lorella Cuccarini et Marco Columbro
- Il brutto anatroccolo – avec Amanda Lear
- Meteore – avec Gene Gnocchi
- Bigodini
- Tempo di Musica
- Un'italiana per Miss Universo – avec Elenoire Casalegno
- Super – avec Elenoire Casalegno
- Testarda io – avec Iva Zanicchi
- Popstars
- Quantestorie
- Amici di Maria De Filippi
- Nokia Amici in Tour

## Télévision
- A un passo dal sogno.Il romanzo di Amici, Segrate, Arnoldo Mondadori Editore, 2007.
- Fra il cuore e le stelle, Segrate, Arnoldo Mondadori Editore, 2008.
- Vola via con me.Il nuovo romanzo di Amici, Segrate, Arnoldo Mondadori Editore, 2009.
- Testa o cuore.Il romanzo di Amici, Segrate, Arnoldo Mondadori Editore, 2011.
- Denise la cozza, Segrate, Arnoldo Mondadori Editore, 2011.
- Molto più che Amici, Segrate, Arnoldo Mondadori Editore, 2012.
- Se ci credi davvero, Segrate, Arnaldo Mondadori Editore, 2013.